# Ньери (округ)
Ньери — административный округ в бывшей кенийской Центральной провинции. Его столица и крупнейший город — Ньери. Население округа — 759 164 человек. Площадь округа — 2361 квадратных километров. Округ расположен на юго-восточном склоне горы Кении. Основной народ округа — кикуйю.